# Next – A holnap a múlté
A Next – A holnap a múlté egy 2007-es amerikai film Nicolas Cage főszereplésével, Philip K. Dick Az aranyember című novellája nyomán. A film producere Graham King.
Bemutatójára 2007. április 27-én került sor az Amerikai Egyesült Államokban, azonban a Dick más műveiből készült adaptációkhoz (Szárnyas fejvadász, Különvélemény) viszonyítva gyenge fogadtatásban részesült.

## Szereplők
| Szerep               | Színész            | Magyar hang      |
| -------------------- | ------------------ | ---------------- |
| Cris Johnson         | Nicolas Cage       | Józsa Imre       |
| Callie Ferris        | Julianne Moore     | Spilák Klára     |
| Elizabeth Liz Cooper | Jessica Biel       | Pikali Gerda     |
| Mr. Smith            | Thomas Kretschmann | Debreczeny Csaba |
| Irv                  | Peter Falk         | Gruber Hugó      |

## Cselekmény
|  | Alább a cselekmény részletei következnek! |

Cris Johnson (Nicolas Cage) egy Las Vegasban működő bűvész, akinek az a különleges képessége, hogy képes 2 percre előre a jövőben látni azokat a dolgokat, amik a személyével kapcsolatosak.
Képességét nem csak a munkájában kamatoztatja, hanem (ha pénzre van szüksége) a kaszinók asztalainál is, ahol a biztonsági embereknek egyre gyanúsabb a viselkedése, ezért minden mozdulatát kamerákkal figyelik.
Egyik nap a kaszinóban megakadályoz egy bankrablást, aminek során két ember halt volna meg. Azonban az elkövető ártalmatlanná tétele gyanússá teszi, hiszen – ahogy a kamerák rögzítik az eseményt – a gyilkosságoknak semmilyen előjele nem volt, ezért a biztonságiak el akarják fogni, mint lehetséges bűntársat. Cris képességét bevetve elmenekül üldözői elől.
Callie Ferris (Julianne Moore), aki az FBI-nál terrorelhárító, azon dolgozik, hogy megtaláljon egy nukleáris bombát, ami valahol Los Angelesben van elrejtve. A bombát terroristák helyezték el, akik készek azt a közeljövőben felrobbantani. Ferris felfigyel Cris-re, és úgy gondolja, csak az ő segítségével lesz képes megtalálni és hatástalanítani a bombát a rendelkezésre álló 48 óra alatt. Cris azonban nem akar belekeveredni az ügybe, és nemet mond a felkérésre.
Ezután Cris egy kávézóban megismerkedik egy lánnyal (Liz – Jessica Biel), akinek képe korábban többször felbukkant látomásaiban. A lány a rokonaihoz utazik Flagstaffbe, és hajlandó elvinni Crist a kocsiján.
Crist a terroristák is figyelik, és elrabolják a lányt, mivel úgy gondolják, hogy ha a lány náluk van, Cris nem fog segíteni a nyomozásban, azonban ezzel ellenkező hatást érnek el, Cris ezután már hajlandó közreműködni egyéni módszereivel a bomba felkutatásában.
|  | Itt a vége a cselekmény részletezésének! |

## Értékelés
A film csak nagyon lazán kapcsolódik Philip K. Dick: Az aranyember című novellájához, mindössze annyiban, hogy a főhős itt is képes rövid időre a jövőbe látni – minden más vonatkozásban a két műben  teljesen eltérőek a karakterek és a történetek is.
A film akciójelenetei során látványosan bemutatja a karakter különleges képességeit a jövőbelátást illetően.